# Quincy Institute for Responsible Statecraft
Het Quincy Institute for Responsible Statecraft is een Amerikaanse denktank, opgericht in 2019 en gevestigd in Washington, D.C. Het instituut is genoemd naar de voormalige Amerikaanse president John Quincy Adams (1767-1848). Toen die nog minister van Buitenlandse Zaken was, zei hij in een toespraak op 4 juli 1821 dat de VS "niet naar het buitenland gaat op zoek naar monsters om te vernietigen". De strekking van het instituut wordt omschreven als “pragmatisch”, en als voorstander van terughoudendheid in het Amerikaanse buitenlands beleid.
Het Quincy Institute werd mede opgericht door Andrew Bacevich, een voormalige kolonel van het Amerikaanse leger, die als jonge luitenant in de Vietnamoorlog diende, en gepensioneerd hoogleraar geschiedenis aan de Universiteit van Boston.
De initiële financiering voor de groep, gelanceerd in november 2019, omvatte een half miljoen dollar elk van de Open Society Foundations van George Soros en de Koch Foundation van Charles Koch. Aanzienlijke financiering is ook afkomstig van de Ford Foundation, de Carnegie Corporation of New York, het Rockefeller Brothers Fund en het Schumann Center for Media and Democracy. Het instituut weigert principieel om geld van buitenlandse regeringen te accepteren.

## Responsible Statecraft
Het instituut publiceert het webmagazine Responsible Statecraft. Daarin beoogt de redactie “een positieve, onpartijdige visie op het Amerikaanse buitenlands beleid te promoten en kritiek te leveren op de ideologieën en belangen die de Verenigde Staten hebben doen verzanden in contraproductieve en eindeloze oorlogen, en de wereld minder veilig hebben gemaakt.”